# Horácio de Carvalho Flores
Horácio de Carvalho Flores (Santa Cruz das Flores, Açores, 27 de Abril de 1931 - Beja, 20 de Outubro de 2009), foi um político e médico português. Distinguiu-se pela sua carreira como cirurgião, tendo-se tornado uma referência a nível nacional naquela área.

## Biografia

### Nascimento e formação
Horácio de Carvalho Flores nasceu em Santa Cruz das Flores, no Arquipélago dos Açores, em 27 de Abril de 1931. Aos dez anos deslocou-se para a cidade da Horta, para estudar no Liceu Manuel de Arriaga. Partiu depois para o continente, onde frequentou o curso de medicina na Universidade de Coimbra, e fez parte da direcção da Associação Académica de Coimbra em 1953. Terminou o curso em 1957, tendo os últimos três anos do curso sido feitos na Universidade de Lisboa. Cumpriu depois os períodos de internato geral, complementar e graduado. Fez a especialização em cirurgia no Hospital de Santa Maria, no serviço de Jaime Celestino da Costa, e depois em Londres fez a diferenciação na área da cirurgia cardio-torácica.

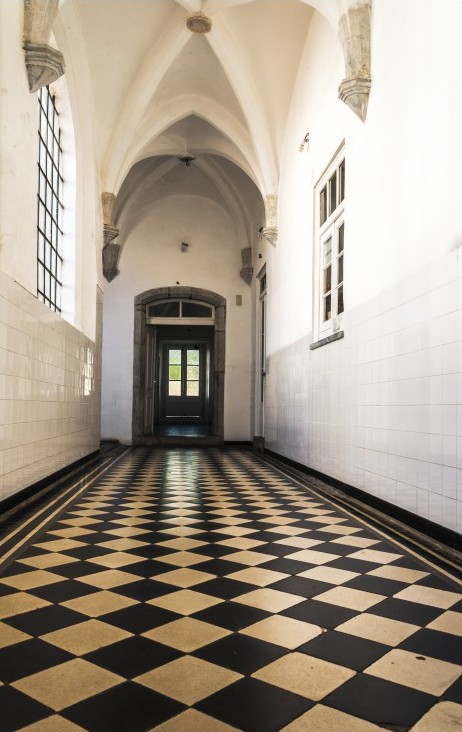
Interior do Hospital da Misericórdia, em Beja.

### Carreira profissional e política
Cumpriu o serviço militar em Timor, entre 1963 e 1965. Atingiu o posto de director do Hospital Central Dr. António Carvalho, na cidade de Díli, tendo sido responsável por duas cirurgias cardíacas naquela unidade de saúde, que consistiram na correcção de um ostium
arterial numa criança de sete anos, e uma pericardectomia por pericardite tuberculosa constritiva.
Regressou depois a Portugal, tendo trabalhado entre 1965 e 1968 como assistente de propedêutica cirúrgica na Faculdade de Medicina de Lisboa. Também exerceu como professor universitário, carreira que abandonou para seguir como médico cirurgião. Em 1 de Julho de 1968 começou a trabalhar no Hospital da Misericórdia em Beja, sendo logo em 1969 nomeado como director do Serviço de Cirurgia.
Em Abril de 1971 passou para o Hospital José Joaquim Fernandes, tendo exercido como presidente da comissão instaladora entre 1974 e 1979, director clínico entre 1981 e 1985, presidente do conselho de gerência entre 1986 e 1989, e director de serviço e do Departamento das Especialidades Cirúrgicas entre 1990 e 2001. Também fez parte da Comissão do Bloco Operatório, e presidiu à Comissão de Ética e Presidente do Conselho Consultivo à Liga dos Amigos do Hospital de Beja. Implementou o Internato Complementar de Cirurgia Geral no hospital, que pouco tempo depois foi adoptado por outras especialidades e outras unidades de saúde distritais.
Foi um dos fundadores da Sociedade Portuguesa de Cirurgia, da Sociedade Médica dos Hospitais da Zona Sul, da Sociedade Portuguesa de Hidatidologia, tendo igualmente feito parte das primeiras direcções destas entidades. Colaborou igualmente como cronista na imprensa escrita e na rádio. Também presidiu à Comissão Instaladora da Administração Regional de Saúde do Alentejo, e fundou uma escola cirúrgica. Aposentou-se em 2001.
Também participou em actividades políticas, tendo colaborado com o Partido Socialista, embora não fosse um militante daquele partido. Apoiou as candidaturas à presidência da república de Mário Soares e Jorge Sampaio, e foi mandatário de Agostinho Moleiro quando se candidatou à presidência da Câmara Municipal de Beja. Também fez parte da bancada socialista na Assembleia Municipal de Beja.

### Falecimento e homenagens
Faleceu em 20 de Outubro de 2009 na cidade de Beja, aos 78 anos de idade, devido a uma doença prolongada.
Na altura da sua aposentação, em 2001, recebeu um louvor público por parte da Ministra da Saúde. Em Dezembro de 2006 foi honrado com uma medalha de ouro de serviços distintos do Ministério da Saúde, numa cerimónia no Hospital de Beja. Em 2009 recebeu o diploma de Cidadão de Mérito do Governo Civil de Beja.
Em Junho de 2013, o nome de Doutor Horário Flores foi colocado na antiga rua do Canal, na cidade de Beja, processo que foi contestado pela Associação de Defesa do Património de Beja, que defendeu que o seu nome deveria ter sido colocado num novo arruamento, em vez de substituir a denominação tradicional de uma rua do centro histórico da cidade. Em 31 de Março de 2017, o nome de Dr. Horário Flores foi colocado no bloco operatório do Hospital José Joaquim Fernandes.